# Convenzione costituzionale dell'Irlanda del Nord
La Convenzione costituzionale dell'Irlanda del Nord (in inglese: Northern Ireland Constitutional Convention, NICC) è stato un organo eletto istituito nel 1975 dal governo laburista del Regno Unito di Harold Wilson come tentativo per affrontare le questioni costituzionali relative allo status dell'Irlanda del Nord.

## Formazione della Convenzione costituzionale
L'idea di una convenzione costituzionale è stata avanzata per la prima volta dall'Ufficio per l'Irlanda del Nord nel suo libro bianco The Northern Ireland Constitution, pubblicato il 4 luglio 1974. Il documento presentava i piani per le elezioni di un organismo che avrebbe cercato un accordo su una soluzione politica per l'Irlanda del Nord. Le proposte sono diventate legge con l'emanazione del Northern Ireland Act 1974 nello stesso mese. Con il Lord Chief Justice Robert Lowry nominato a presiedere il nuovo corpo, le elezioni sono state annunciate per il 1º maggio 1975.
Le elezioni per il corpo di 78 membri si sono svolte utilizzando il sistema di voto singolo trasferibile con rappresentanza proporzionale in ciascuno dei dodici collegi elettorali di Westminster dell'Irlanda del Nord. Inizialmente l'organismo doveva essere puramente consultivo, anche se si sperava che le funzioni esecutive e legislative potessero essere devolute alla NICC una volta raggiunto un accordo intercomunitario.

## Membri principali
Un certo numero di importanti politici dell'Irlanda del Nord sono stati eletti alla NICC, aumentando la speranza che l'organismo potesse raggiungere alcuni dei suoi obiettivi. Sono state elette anche alcune figure più giovani che sono diventate figure di spicco nel futuro della politica dell'Irlanda del Nord. Questi includevano:
- Glenn Barr – Vicepresidente
- Lord Brookeborough – UPNI
- William Craig – Vicepresidente
- Austin Currie – SDLP
- Reg Empey – VPUP
- Brian Faulkner – UPNI
- Gerry Fitt – SDLP
- John Hume – SDLP
- James Kilfedder – UUP
- Seamus Mallon – SDLP
- Oliver Napier – APNI
- Ian Paisley – DUP
- Martin Smyth – UUP
- John Taylor – UUP
- David Trimble – Vicepresidente
- Harry West – UUP

## Importanza della NICC
A prima vista, la NICC è stata un totale fallimento in quanto non ha raggiunto i suoi obiettivi di accordo tra le due parti o di introdurre la "devoluzione progressiva" (introduzione graduale della devoluzione se e quando le parti coinvolte avrebbero ritenuto opportuno accettarla). Tuttavia, non molto tempo dopo l'Accordo di Sunningdale sostenuto dai conservatori, la NICC ha espresso la questione che nessun governo britannico sarebbe stato disposto a reintrodurre il governo della maggioranza in Irlanda del Nord. Durante i dibattiti William Craig ha accettato la possibilità di condividere il potere con l'SDLP, una mossa che ha diviso l'UUUC e ha accelerato l'eventuale crollo di Vanguarda.
Anche l'idea di eleggere un organo consultivo per concludere un accordo per la devoluzione è stata mantenuta e nel 1996 è stata ripresa quando il Forum dell'Irlanda del Nord è stato eletto in gran parte sulla stessa linea e con lo stesso scopo generale. Il Forum faceva parte di un processo che ha portato all'Accordo del Venerdì Santo e all'Assemblea dell'Irlanda del Nord.